# The Fireballs
The Fireballs, ook bekend als Jimmy Gilmer & the Fireballs was een Amerikaanse popband uit de jaren zestig.

## Bezetting
Vanaf oprichting:
- George Tomsco (gitaar, zang)
- Chuck Tharp (gitaar, zang)
- Dan Trammel (gitaar)
- Stan Lark (bas)
- Eric Budd (drums)

Vanaf 1963:
- Jimmy Gilmer (zang, piano)
- George Tomsco (gitaar, zang)
- Stan Lark (bas)
- Doug Roberts (drums)

## Biografie
The Fireballs werden geformeerd in 1957 in Raton, New Mexico en begonnen als een instrumentale band met de kenmerkende leadgitaar van George Tomsco. Ze namen op in de studio van Norman Petty in Clovis. Volgens de oprichters Tomsco en Lark, namen ze hun naam aan na hun staande ovatie van Great Balls of Fire van Jerry Lee Lewis bij de Raton High School PTA-talentenwedstrijd in New Mexico. Ze bereikten de top 40 met de singles Torquay (1959), Bulldog (1960) en Quite a Party (1961). Quite a Party piekte in augustus 1961 op nummer 29 in de UK Singles Chart. Tharp, Budd en Trammell verlieten aanvang jaren 1960 de band, maar The Fireballs voegden Doug Roberts op drums toe, plus Petty Studio-zanger Jimmy Gilmer (geboren op 15 september 1940 in Chicago en opgegroeid in Amarillo, Texas) aan de band.
Aangekondigd als Jimmy Gilmer & the Fireballs bereikte de band nummer 1 in de Billboard-hitlijst met Sugar Shack, die in 1963 vijf weken op die positie bleef. De single bereikte in november van dat jaar ook een week lang de nummer 1 in de r&b-hitlijst van Billboard, maar de stijging op die lijst werd afgebroken omdat Billboard stopte met het publiceren van een r&b-hitlijst van 30 november 1963 tot 23 januari 1965. Met Sugar Shack verdiende de band een Gold Record Award voor «Top Song Of 1963», gebaseerd op de verkoop van platen. In het Verenigd Koninkrijk piekte het nummer op nummer 45. Jimmy Gilmer & the Fireballs had toen nog een pophit in 1964 met het soortgelijk klinkende Daisy Petal Pickin', die nummer 15 bereikte in de Billboard Hot 100.
Naast hun eigen opnamen waren The Fireballs studiomuzikanten voor tientallen andere opname-projecten van 1959 tot 1970 in de Norman Petty Studio, waaronder voor folkzangeres Carolyn Hester en Arthur Alexander. Norman Petty was Buddy Holly's belangrijkste producent. Na Holly's dood verkreeg hij de rechten op Holly's vroege repetitie en homedemo-opnamen. Van mei 1962 tot augustus 1968 liet Petty The Fireballs het Holly-materiaal overdubben, waardoor ze de band werden waarvan hij nooit wist dat hij die had, hoewel de band Holly in 1958 in Petty's studio had ontmoet. De overdubs werden gedurende de jaren 1960 oorspronkelijk uitgebracht op vier albums van nieuw Holly materiaal om vier van de inspanningen, uitgebracht als singles, in de hitlijst te brengen. In 1964 namen ze het album Buddy's Buddy op en brachten het uit (alleen onder Jimmy Gilmers naam) met een dozijn Holly-covers, waarschijnlijk geïnspireerd door de postume samenwerkingen.
Tijdens de stijging van Daisy Petal Pickin' in de hitparade begon de Britse invasie met de eerste hits van The Beatles. De band kon moeilijk concurreren met de toestroom van Britse artiesten en bereikte pas in 1967 de Top 40 weer met Bottle of Wine, geschreven door Tom Paxton. The Fireballs brachten Bottle of Wine naar nummer 9 in de Billboard Hot 100. Hoewel Gilmer nog steeds lid was van de band, werd deze gewoon op die single aangekondigd als The Fireballs. Gilmer volgde artiestenmanagement onder Petty en de band ontbond in 1969. Drummer Doug Roberts overleed in 1981.
The Fireballs kwamen in 1989 weer bij elkaar voor het Clovis Music Festival en bleven daarna optreden met de oorspronkelijke leden George Tomsco, Stan Lark en Chuck Tharp tot 2006, toen Tharp overleed aan kanker. Gilmer keerde in 2007 terug als leadzanger. Lark trok zich in 2016 terug uit de band en overleed aan kanker op 4 augustus 2021. Tomsco is doorgegaan met het uitbrengen van cd's met nieuw materiaal onder de naam Fireballs en blijft af en toe een show doen als een 'solo Fireball' en ook met Gilmer.

## Discografie

### Singles
- 1959: Torquay
- 1960: Bull Dog
- 1961: Quite A Party
- 1963: Sugar Shack (als Jimmy Gilmer & The Fireballs)
- 1964: Daisy Petal Pickin' (als Jimmy Gilmer & The Fireballs)
- 1968: Bottle of Wine (als Jimmy Gilmer & The Fireballs)

### Albums
- 1960: The fireballs
- 1960: Vaquero
- 1961: Here Are The Fiireballs
- 1963: Sugar Shack (als Jimmy Gilmer & The Fireballs)
- 1963: Torguay
- 1966: Campusology
- 1968: Firewater (als Jimmy Gilmer & The Fireballs)
- 1968: Bottle of Wine
- 1969: Come On, React!